# リップサービス
リップサービスは、フリーのお笑いコンビ。かつての所属事務所はオリジンコーポレーション。主に沖縄県で活動している。過去にQAB主催のお笑いバイアスロンで2014年（平成26年）の第2回大会から2017年（平成29年）の第5回大会まで4連覇した元・王者。沖縄テレビ主催「新春!oh笑い O-1グランプリ」は、9年連続決勝進出。
2021年3月をもってオリジンコーポレーションを退所し、フリーランスで活動。

## メンバー
- カレーうどん晋也（かれーうどんしんや、1986年10月8日（38歳） - 、沖縄県石垣市出身）
主にボケ担当。立ち位置は向かって左。血液型はB型。身長は170cm。
沖縄県立八重山高等学校、沖縄国際大学総合文化学部卒業。国語教員免許所持。
本名及び旧芸名、金城 晋也（きんじょう しんや）、2024年4月に改名。
- 榎森 耕助（えもり こうすけ、1987年9月17日（37歳） - 、奈良県天理市出身）
主にツッコミ担当。立ち位置は向かって右。血液型はB型。身長は174cm。
天理中学校・高等学校卒業後、2006年（平成18年）18歳の時、沖縄国際大学に進学して沖縄県に移住。高校時代はバスケットボール部。近くに海があり、国語の教員免許がとれる大学という希望から選んだのが沖縄国際大学だった。入学当初はバスケの指導者になりたかったが、教育実習で挫折した。
オリジンメンバーのリーダー。後述の「せやろがいおじさん」の名称からもわかる通り、沖縄を拠点としているが話し方は一貫して関西弁である。
2023年8月4日、沖縄を中心に活動するモデル・レポーター・司会・ヨガインストラクターの山川古都乃と結婚した[2]。羽生結弦やにこるんなどと同じ結婚記念日である。

## せやろがいおじさん
2017年（平成29年）9月より、ドローン撮影サービスを展開する「ドローン沖縄」の協力も得て、YouTubeチャンネル「ワラしがみ」を配信。本来はリップサービスをはじめとしたオリジンコーポレーションの芸人たち全員のチャンネルであるが、その中で榎森が扮する「せやろがいおじさん」がとりわけ著名になる。
沖縄の海を背景に赤褌姿で、時事ネタをストレートに、壮大に訴える配信で大きな話題を呼ぶ。「せやろがいおじさん」がコントキャラクターであるのか、榎森個人としての訴えなのかは特に決めていないが、デマにならないようにと最低限の取材と個人の思いを反映させている。「せやろがい」は関西弁で“そうだろうが”。
動画では意見を言うこと、出すことの重要性を視聴者に伝えたり、政治に詳しくない人にも簡潔で分かりやすい説明をしている。朝日新聞教育面「10代の君へ」でも活動が採り上げられた。
公式サイトでは、リップサービスとは別に「せやろがいおじさん」単独のプロフィールも用意されている。

## 受賞歴
- 2013年（平成25年） - QAB「第1回お笑いバイアスロン」準優勝[10]
- 2014年（平成26年） - QAB「第2回お笑いバイアスロン」優勝[11][12]
- 2015年（平成27年） - QAB「第3回お笑いバイアスロン」優勝[13][14]
- 2016年（平成28年） - QAB「第4回お笑いバイアスロン」優勝[15][16]
- 2017年（平成29年） - OTV「第11回O-1グランプリ」準優勝
- 2017年（平成29年） - QAB「第5回お笑いバイアスロン」優勝[17]
- 2018年（平成30年） - QAB「第6回お笑いバイアスロン」準優勝[18]
- 2019年（平成31年） - 日本ふんどし協会「ベストフンドシストアワード2018」受賞[19]
  - 榎森単独での受賞、「せやろがいおじさん」名義
- 2021年（令和3年） - OTV「第15回O-1グランプリ」優勝
- 2021年（令和3年） - M-1グランプリ2021 3回戦進出[20]
- 2022年（令和4年） - M-1グランプリ2022 3回戦進出[20]

## 出演

### ライブ
- オリジンお笑いライブ「喜笑転決」毎月第4土曜日

### ラジオ
- fm那覇（旧・タイフーンfm）「オリジンアワー」金曜日パーソナリティー
- ラジオ沖縄「サービスサンデー」パーソナリティー
- エフエム沖縄「ホルラジ」パーソナリティー
- エフエム沖縄 「スキマスポーツ」
- 琉球放送「アップ!!」金曜日コメンテーター（榎森のみ）
- ラジオ沖縄「しんちゃんヒロちゃんごきげんラジオ」パーソナリティー（金城のみ）

### テレビ番組
- 榎森耕助の Goo〜な家(や〜)探し！
- こきざみぷらすゲスト出演
- ゆがふぅふぅ コーナー方言札生徒役
- デコテレMC
- スパイスゲスト出演
- 王者の旅2017～4連覇したのに東京修行!?～
- TBS「グッとラック!」（2019年9月30日 - 2020年9月28日、せやろがいおじさん：榎森のみ）
  - 基本毎週金曜日に出演。ただし、2019年9月30日 - 10月4日は毎日、緊急事態宣言中は火曜と金曜日に出演。
- QAB「CATCHY」火曜、金曜サブMC出演

### ウェブ番組
- YouTubeワラしがみ「せやろがいおじさんのコネラジ」（月～金18:30から約30分間[21]、榎森は月〜金、金城は木曜のみ）
- ポリタスTV（YouTube、2024年9月3日）榎森のみ出演

### CM
- ホルモンTV殺虫剤シリーズ リップサービスｘフマキラープレミアム
- 求人誌ルーキーCM